# جيف بيك
جيف بيك (بالإنجليزية: Jeff Beck )‏ (و. 1944  م) هو عازف قيثارة، وملحن، وموسيقي، وعازف قيثارة جاز، وكاتب أغاني، من المملكة المتحدة، ولد في لندن.

## التعليم
تعلم في كلية ويمبلدون للفنون ‏.

## وصلات خارجية
- جيف بيك على موقع IMDb (الإنجليزية)
- جيف بيك على موقع ميتاكريتيك (الإنجليزية)
- جيف بيك على موقع الموسوعة البريطانية (الإنجليزية)
- جيف بيك على موقع روتن توميتوز (الإنجليزية)
- جيف بيك على موقع ألو سيني (الفرنسية)
- جيف بيك على موقع ميوزك برينز (الإنجليزية)
- جيف بيك على موقع رولينغ ستون (الإنجليزية)
- جيف بيك على موقع أول موفي (الإنجليزية)
- جيف بيك على موقع قاعدة بيانات الأفلام السويدية (السويدية)
- جيف بيك على موقع إن إن دي بي (الإنجليزية)